# Fotballklubben Donn
Il Fotballklubben Donn è una società calcistica norvegese con sede nella città di Lund, Kristiansand. Milita nella 2. divisjon, terzo livello del campionato norvegese.

## Storia
Il Donn fu fondato nel 1909 e giocò nella massima divisione norvegese dal 1937 al 1948. Successivamente, militò nelle serie inferiori del campionato norvegese.

## Palmarès

### Competizioni nazionali
- 3. divisjon: 1

2014 (gruppo 5)
- 4. divisjon: 1

2017